# 短葶飞蓬
短葶飞蓬（学名：Erigeron breviscapus）为菊科飞蓬属的植物，是中国的特有植物。分布于中国大陆的广西、云南、贵州、湖南、四川、西藏等地，生长于海拔1,200米至3,500米的地区，多生长于草地、亚高山开旷山坡、中山和林缘，目前尚未由人工引种栽培。

## 别名
灯盏花（滇南本草）、灯盏细辛（云南贵州）

## 异名
- Erigeron breviscapus (Vaniot) Hand.-Mazz. var. alboradiatus Ling et Y. L. Chen
- Erigeron breviscapus (Vaniot) Hand.-Mazz. var. tibeticus Ling et Y. L. Chen